# Албанцы
Алба́нцы (алб. shqiptarët) — балканский народ, основное население Албании, а также частично признанного государства Косово. Проживают также в северо-западных районах Северной Македонии, Сербии и других странах. Общая численность — около 7-8 млн человек.

## Название
Происхождение слов «Албания» и «албанцы» до конца не выяснено.
Название «Албания» отмечено в источниках начиная со II века и связывается рядом этимологов с индоевропейским *alb- «гора» или лат. albus «белый». Оно, вероятно, происходит от средневекового латинского названия страны, который мог произойти от наименования иллирийского племени албаны (алб. Albanët), отмеченного Птолемеем, географом и астрономом из Александрии. Он составил в 150 году нашей эры карту, на которой был показан город Албанополис, расположенный к северо-востоку от города Дуррес. В своей истории, написанной в XI веке, византийский историк Михаил Атталиат впервые упоминает об албаноях, участвовавших в восстании против Константинополя в 1043 году, и об арбанитаях как подданных герцога Диррахия. В Средние века албанцы называли свою страну Арбери (алб. Arbëri) или Арбени (алб. Arbëni), а себя — арберешами (алб. Arbëreshë) или арбенешами (алб. Arbëneshë).
Самоназвание албанского языка — shqip — вероятнее всего, происходит от глагола латинского происхождения excipere, означающего «говорить ясно, понятно» и, соответственно, может переводиться как «ясный, понятный, понятая речь».
Слово Shqipëria — современное название Албании на албанском языке — часто объясняется как «Земля орлов», так как в современном языке есть слово shqipe со значением «орёл», которое было заимствовано из кельтских языков.
Славист А. М. Селищев утверждал, что исток этого корня — слово shqe, означающее «славяне» (Shqerí — от албанского shqa < *skla, мн. ч. — shqe) и является следствием славянской колонизации Балкан в VI—VII веках.

## История
Согласно энциклопедическому словарю Брокгауза и Ефрона, албанцы — прямые потомки древних пеласгов, язык которых они сохранили до сих пор с теми, конечно, переменами, которые произошли в нём в течение тысячелетий.
Этногенез албанцев крайне сложен и запутан, на данном этапе развития науки все теории об этногенезе народа являются не более, чем вольными гипотезами. Исходя из наличных документов Болгарского царства и Византийской империи, первое упоминание об албанцах в границах нынешнего государства относится к X веку. В это время их ареал ограничен горами Северной Албании — Мирдита, Дукагини, Малиссия. В пользу этого убеждения говорит доминирование албанских топонимов данного региона и дефицит славянских, столь обычных для Южной Албании (Лаберия, Тоския).
Когда в 1041 году византийцы опять завоевали Эпир и уничтожили господство славян, древнее иллирийское местное население начало выступать всё более и более определённо и самостоятельно под новым общим наименованием албанцев
Исторически известные как Арбер или Арбен к XI веку и позже, они традиционно населяли горную местность к западу от озера Охрида и верхнюю долину реки Шкумбин. Хотя это было в 1190 году, когда они основали свое первое независимое образование, княжество Арберия. Сразу после упадка династии Прогонов в 1216 году княжество перешло к Грегориосу Камонасу, а затем к его зятю Голему. Наконец, княжество было распущено ок. 1255 г.
После падения Византии в 1204 г. крестоносцы создали небольшое, но стратегически важное королевство Албания со столицей в г. Дурресе (1271—1333; 1355—1368). В 1368 г. Дуррес возглавил Карл Топия — первый этнически албанский князь в истории Балкан, создавший здесь средневековое княжество Албания.
В 1381 году турки проникают на территорию Албании и поддерживают в межплеменной войне род Топия против рода Бальшей. Албания превратилась в поле столкновения интересов венецианцев и турок. Турки называли албанцев арнаутами. В 1385 году сербские и албанские князья потерпели поражение в битве при Савре.
В середине XV века сопротивление туркам оказывал национальный герой Скандербег.

### Османская эпоха
В XIV—XV веках албанцы после значительного сопротивления во главе с Георгием Кастриоти попали под господство турок. Во время турецкого господства много албанцев приняло ислам.
Ряд деятелей албанского происхождения играл значительную роль в администрации Османской империи, из них вышло несколько великих визирей империи. Вместе с тем православные албанцы (а также ряд исламских лидеров, такие, как Али-паша Тепеленский) участвовали в борьбе в XVII—XIX вв. против турок.

### XX век
28 ноября 1912 года во Влёре была провозглашена независимость Албании, после Первой балканской войны; тогда же, в процессе распада Османской империи, албанское меньшинство оказалось также в Югославии (Македония, Косово и Метохия).
В 1940—1980-е годы в Албании действовал коммунистический режим Энвера Ходжи, проводившего политику изоляционизма. Во второй половине 1980-х годов Албания, уровень жизни в которой был крайне низким, открыла границы. В связи с этим началась двусторонняя миграция албанцев в Грецию и Италию.
В 1990-е годы албанцы заявили о планах создать свою государственность в сербском крае Косово и Метохия (получивший при поддержке войск НАТО после 1999 фактическую независимость от Сербии; албанцы уже в первой половине XX века стали составлять в нём подавляющее большинство населения) и некоторых районах Македонии.

## Расселение
Проблема расселения албанцев является дискуссионной в связи с современными этническими конфликтами с сербами, македонцами и греками.
В 1270—1280-х гг. албанское население начало массовый спуск на равнину возле города Диррахий.
Из сообщений императора Иоанна Кантакузина следует, что албанцы-католики, вытесняя греков и сербов, переселялись целыми общинами вместе с женщинами, детьми и скотом.
Албанцы мигрировали в Македонию тремя путями: Дукагинский (северный) направлялся через Полог к Скопье и Куманову. Малисорский вел от Охрид к Пелагонии и Повардарью. Тоскский (южный) — от Преспы к Лерину.
В XIV в. албанцы и валахи упоминаются в районе Калканделен и Скопье, на что указывают не только упоминания в актовом материале, но и конкретные имена: Прогон, Радул, Фрацил, позднее Гьин.
В грамоте Душана (1334/1335) упоминается село Арбанаси вблизи Прилепа, а в районе отмечено присутствие и влахов, и албанцев-католиков.
После победы при Ахелое (1359) при поддержке венецианцев над Никифором II Ангелом албанцы-католики начали заселение Этолии и Акарнании, называемых также Малой Валахией.
К XV в. наибольшее число албанцев было зарегистрировано в вилайете Калканделен, нахии Манастир, нахии Филорина и в вилайете Пирлипе. После военной экспедиции Георгия Кастриоти в Италию началась албанская колонизация Апулии.
Есть мнение, что первоначальной родиной албанцев была не Албания в её нынешних границах и не Кавказская Албания (Алванк), а некая территория на западе Дакии, где сохранился нероманизированный дакский народ. В пользу этого: фонетическая близость албанского языка с дакскими наречиями и некоторыми диалектами современного румынского в западной Валахии, отсутствие нативных слов, относящихся к морской терминологии.

## Этнографические группы
Албанцы разделяются по языку и обычаям на две основные подгруппы:
- Геги — северные албанцы, населяют Северную Албанию, Северную Македонию, Косово, Черногорию, преимущественно сунниты и католики (фанды). У гегов до сих пор сохраняется деление на племенные объединения — фисы.
- Тоски — южные албанцы, населяют Южную, Центральную Албанию и Грецию, преимущественно сунниты и православные.

Между XIII−XVI веками из-за бурных политических событий на Балканах, главные из которых — крестовые походы, крушение Византийской империи и становление Османской, из албанского этноса выделилось две крупные субэтнические эксклавные группы, постепенно развившиеся в самостоятельные народы в настоящее время слабо связанные со своей исторической родиной. К ним относятся:
- Арнауты (арваниты) — православные албанцы республики Греция (Пелопоннес, Аттика, Беотия, Афины, острова Эвбея, Андрос и др.). Родной — арнаутский диалект албанского языка, большинство уже сильно затронула эллинизация. Однако, по некоторым данным и в Республике Албании численность православного населения превысила 30 %, в частности православие принимают представители особого вида ислама — бекташей.
- Арбереши — албанцы-католики, основной регион проживания которых — Южная Италия и Сицилия. Большинство сильно затронула итальянизация.

Характерная черта обеих субэтнических групп — их архаичное самоназвание (эндоэтноним), которое сохраняет ранее преобладавший во всём албаноязычном ареале романский по происхождению корень алб- (видоизменённые арб, арв) из лат. albus «белый». В самой Албании позднее уже в новое время получило распространение самоназвание шкип (алб. shqip «понятный; тот, кого можно понять»).

## Религия
Оценки соотношений количества последователей трёх разных конфессиональных групп в самой Албании различны или даже противоречивы. В начале XX века соотношение между христианами и мусульманами было почти равным (35 % католиков и около 15 % православных и 50 % мусульман).
По данным более современного источника, CIA World Factbook, соотношение количества верующих разных религий таково: мусульмане — 56,7 %, католики — 10 %, православные — 6,8 %; однако, по данным той же CIA World Factbook в 2008 году мусульмане составляли 70 % населения, а по данным Pew Research Center на 2009 год доля мусульман в Албании была даже 79,9 %. В то же время, по данным Всемирной христианской энциклопедии на тот же 2009 год, лишь 38 % являются мусульманами, а 36 % составляют христиане. Согласно же Госдепу США, доля лиц, принимающих активное участие в религиозной жизни и службах в храмах, колеблется между 25 и 40 %. Возможно, на соотношение религиозных групп наложило отпечаток то, что в период правления Энвера Ходжи в Албании пропагандировался атеизм.

## Гаплогруппы албанцев
| Гаплогруппы  | Геги (Gheg) — северные албанцы, % | Тоски (Tosk) — южные албанцы, % | Усреднённые данные, % |
| E1b1b1 (M35) | 41,21                             | 28,10                           | 34,66                 |
| J2 (M172)    | 23,03                             | 16,53                           | 19,78                 |
| R1 (M173)    | 21,21                             | 19,01                           | 20,11                 |
| I (M170)     | 9,09                              | 25,62                           | 17,36                 |
| G (M201)     | 1,21                              | 3,31                            | 2,26                  |
| K (M9, xP)   | 1,21                              | 3,31                            | 2,26                  |
| J1 (M267)    | 1,82                              | 1,65                            | 1,73                  |
| H1 (M52)     | 0,61                              | 2,48                            | 1,54                  |
| E (xE1b1b1)  | 0,61                              | 0,00                            | 0,30                  |

- Албанские меньшинства
- Албанцы в 1913 году
- Албанцы в 1911 году
- Этнический состав Албании, муниципальные данные переписи 1989 г.
- Албанцы за пределами Албании
- Албанцы в Европе